# Brenz an der Brenz
Brenz ist ein Ortsteil von Sontheim an der Brenz im Landkreis Heidenheim in Baden-Württemberg.

## Geografie
Brenz liegt direkt am gleichnamigen Fluss und am Übergang der Schwäbischen Alb zum Donautal.

## Geschichte
Auf dem beherrschenden Kirchberg in Brenz befand sich im 2./3. Jahrhundert n. Chr. eine Villa rustica; zudem weisen Funde von Teilen monumentaler Gebäude auf weitere römische Besiedlung hin. Brenz liegt an der einstigen Römerstraße nach Heidenheim (lat. Aquileia).
Nach dem Rückzug der Römer ab ca. 260 n. Chr. aufgrund der anhaltenden Alemannenstürme nutzten diese den strategisch günstig gelegenen Brenzer Kirchberg als Siedlungsstätte. Ausgrabungen in den 1960er Jahren brachten die Reste einer frühchristlichen Holzkirche, die dort um 650 gestanden hat, samt alemannischem Gräberfeld zum Vorschein. Diese Kirche dürfte der älteste Sakralbau im Brenztal sein, und es ist anzunehmen, dass die neben einer regen Siedlungsgründungstätigkeit (Sontheim, Bächingen, Bergenweiler) auch die Christianisierung der Region von Brenz aus vorangetrieben wurde. Um 680 wurde die Holzkirche durch einen ersten Steinbau ersetzt.
Ins beginnende Hochmittelalter fällt auch die erste urkundliche Erwähnung des Ortes: 875 überließ König Ludwig II. die Capella ad Prenza dem Kloster Faurndau. Einige Jahre später kam das Brenzer Kirchengut ans Kloster St. Gallen. Nach zahlreichen Neu- und Umbauten entstand um 1200 die heutige Galluskirche, ein Juwel romanischer Architektur.
Die Herrschaft über Brenz lag im Hochmittelalter bei einem sich nach dem Ort benennenden Niederadelsgeschlecht, dessen Mitglieder im 12. und 13. Jahrhundert wiederholt beurkundet sind. In der Galluskirche ist eine Grabplatte des Sebolt von Brenz aus der Zeit um 1190 erhalten, die ihn als Kreuzfahrer ausweist. Um 1250 saß ein staufisches Ministerialengeschlecht, die Herren von Güssenberg (genannt Güssen) auf Schloss Brenz. Da diese dem Raubrittertum verfielen, wurde es 1340 zerstört, bald danach aber wieder aufgebaut.
Während des Schmalkaldischen Krieges bezog Kaiser Karl V. 1546 Quartier auf dem güssischen Schloss zu Brenz. Die Güssen verarmten zusehends und mussten ihre Herrschaft Brenz ans Herzogtum Württemberg verpfänden und 1613 schließlich ganz verkaufen. Württemberg führte umgehend die Reformation ein (1615). 

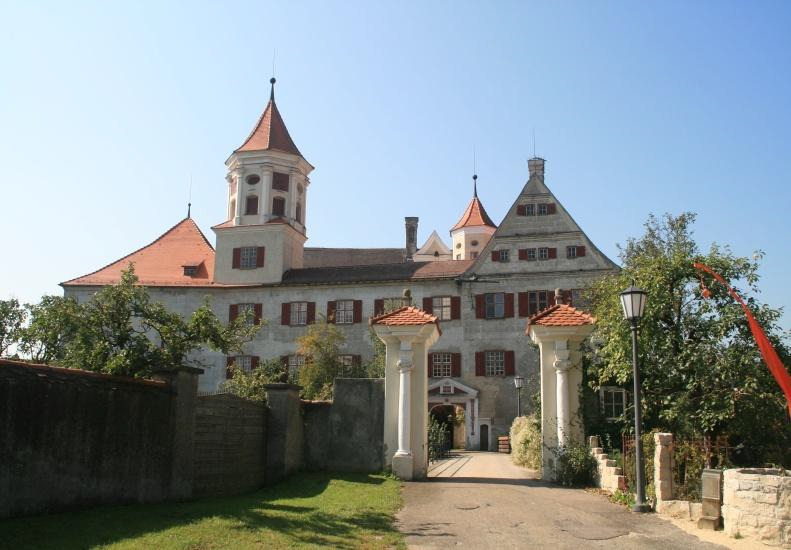
Schloss Brenz

1617 erhielt Herzog Julius Friedrich von Württemberg die Herrschaften Brenz und Weiltingen als Apanage; er war der Begründer der kurzlebigen Linie Württemberg-Weiltingen, die Schloss Brenz als temporären Nebenwohnsitz nutzte. Nachdem Schloss Brenz 1634 nach der Schlacht bei Nördlingen zerstört worden war, ließ es Herzogin Juliana im Namen ihres Sohnes Friedrich Ferdinand ab 1672 im Stil der Renaissance neu aufbauen.
Nach dem Aussterben der Linie Württemberg-Weiltingen fiel Brenz an die Hauptlinie des Herzogshauses zurück. Herzog Eberhard Ludwig schenkte es 1721 seiner Mätresse Wilhelmine von Grävenitz. Nachdem sie in Ungnade gefallen war, musste sie Württemberg und ihre Güter verlassen. Schloss Brenz blieb seitdem weitgehend unbenutzt; kurz lebte ein Zweig der Familie von Racknitz darin.
Im 19. Jahrhundert erwarb die Gemeinde das Schloss und brachte darin Verwaltung und Schule unter; 1906 wurde darin das älteste Heimatmuseum Württembergs gegründet.
Die Eigenständigkeit von Brenz endete am 1. Januar 1974 mit der Eingemeindung ins größere, einst von Brenz gegründete Sontheim.

## Kultur und Sehenswürdigkeiten

### Museen
Im Schloss befindet sich das älteste Heimatmuseum Württembergs.

### Bauwerke

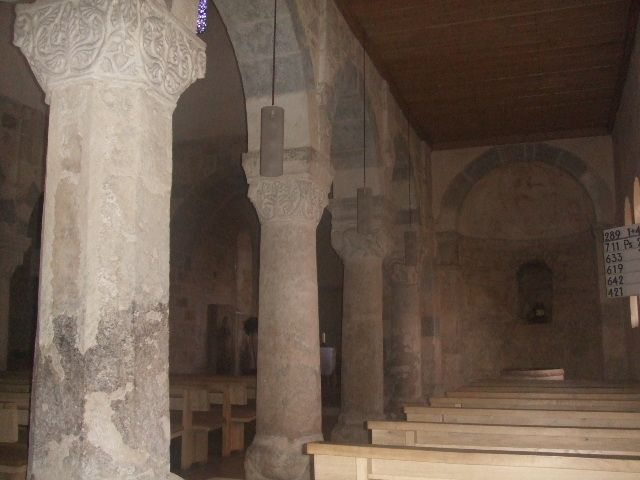
Inneres der Galluskirche in Brenz

- Galluskirche: Die spätromanische Säulenbasilika ist eines der kunsthistorisch bedeutendsten Bauwerke im Landkreis Heidenheim und nimmt eine Sonderstellung im Land Baden-Württemberg ein. Bei der grundlegenden Renovierung 1964/66 bemühte man sich, die dreischiffige Basilika so stilgetreu wie möglich wieder zur Geltung zu bringen, indem man gotische, barocke und neugotische Veränderungen entfernte. Darüber hinaus wurden romanische Malereien in der Apsis freigelegt.
- Schloss: Besonders erwähnenswert sind der arkadengeschmückte Innenhof und der Rittersaal, in denen regelmäßig Konzertveranstaltungen stattfinden.
- Marktplatz: Ein sehenswertes Ensemble der historischen Fassaden von Galluskirche, Pfarrhaus, Schlössle (heute Gasthof Hirsch), Gasthaus Krone und einstigem Amtshaus.

## Persönlichkeiten

### Söhne und Töchter der Gemeinde

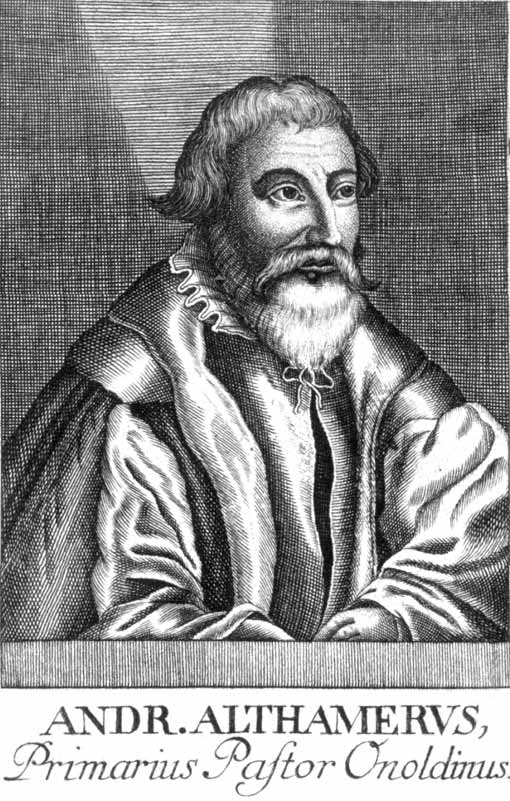
Andreas Althammer etwa 1550

- Andreas Althamer (um 1500 – um 1539), Reformator und Humanist
- Manfred (1626–1662), Herzog von Württemberg-Weiltingen
- Johann Friedrich von Klemm (1793–1858), Politiker und Oberamtmann in Tettnang, Ellwangen und Esslingen
- Franz Josef Dannecker (1927–1992), Politiker und Rechtsanwalt

### Personen mit Bezug zum Ort
- Tobias Lotter (1568–1631), lutherischer Geistlicher und Theologe, Reformator des Ortes ab 1615